# Poppy Playtime
『Poppy Playtime』（ポピー プレイタイム）は、インディーゲーム開発者のMob Entertainmentが開発及び販売したロジックパズルのサバイバルホラーゲーム。チャプター1は2021年10月12日、チャプター2は2022年5月5日、チャプター3は2024年1月30日、チャプター4は2025年1月30日にそれぞれリリースされた。

## システム
本作は、10年前に失踪したと思われていた職員からの手紙を受け取り、Playtime Co.が所有していた廃玩具工場に再度訪れた元従業員を操作してプレイする一人称視点のサバイバルホラーゲームである。工場の中には会社のマスコットである大きな人型の人形「Huggy Wuggy （ハギー・ワギー）」や自由に手足を伸ばせる「Mommy Long Legs（マミーロングレッグス）」、幻覚作用のある赤いガスを吐く「Cat Nap（キャットナップ）」などが住んでいて、工場中の敵と共に主人公へ襲い掛かり、工場から脱出する方法を探し始める。工場内には様々な場所に置かれたVHSテープを見つけることができ、それぞれのテープから物語のより詳細な解説がなされている。
ゲームには複数のパズルが登場し、プレイヤーは先に進むためにそれらを解かなければならない。パズルの中には「GrabPack（グラブパック）」と言うガジェットを必要とするものもあり、このバックパックには玩具の両手が付いていて、遠くから物を引っ張ったり、電気を通したり、特定のドアにアクセスしたりすることができる。チャプター2からは、「Grapple (グラップル) 」をスイングして穴を飛び越えられ、また緑色の手を使って電気を移動させることができるようになった。チャプター3からは、「Purple Hand（パープルハンド）｣を使い、ジャンプパッドを起動して上に飛ぶことができる。また、「Flare Hand（フレアハンド）」を使い、ミニクリッターズ、ミニハギーズを追い払ったり、暗い場所を照らしたり、ロープを燃やして次の場所へ進むことを可能にする。チャプター4からは、レッドハンドをアップグレードすることによって｢Omni-Read-Hand（オムニレッドハンド）｣を使用できるようになる。オムニハンドスキャナを有効化でき、4回使用可能。ハーレー･ソーヤー博士を倒すことでゲット出来る。

## あらすじ

### チャプター1 - A Tight Squeeze (2021)
物語は、人気のおもちゃを製造していた「Playtime Co.」の元従業員である主人公に、VHSテープが入った荷物が届くところから始まる。10年前、Playtime Co.の玩具工場の従業員全員は姿を消し、行方不明となっていた。テープにはPlaytime社の最初の商品の人形「Poppy」と工場ツアーのコマーシャルが映し出され、突然Poppy（ケシ）の落書きの映像が組み継ぎされており、　主人公のもとに届いた手紙には、「find the flower（花を見つけて）」という頼みごとが書かれていた。
そして廃玩具工場を訪れた主人公は、パズルを解き、そこで手に入れたGrabPack（グラブパック）を使いながら工場を進んでいく。しかし、Playtime Co.で最も有名な大型のおもちゃ・Huggy Wuggy（ハギーワギー）に主人公は襲われ、追い詰められていく。主人公は箱を引き下ろしコンベヤーベルトの一部を破壊することで、ハギーを工場の底へと落下させ危機を逃れた。Poppy(ケシ)の落書きが書かれた壁の奥へと進み、Poppyという名前のおもちゃが入ったケースがある部屋に辿り着いた主人公は、そのケースを開きPoppyを開放する。

### チャプター2 - Fly in a Web (2022)
ポピーを開放した主人公は、工場の裏側を探索し、Playtime Co.の創設者・Elliot Ludwig（エリオット・ルートヴィヒ）のオフィスを見つける。ルートヴィヒのオフィスにある通気口に入ると、ポピーに出会う。曰く自分を解放してくれたことへのお礼に、工場の列車を起動するためのコードを教え、工場からの脱出を手伝ってくれるという。しかし、彼女は謎のピンク色の手に捕まってしまい、近くの大きな穴に引きずり込まれてしまう。
後を追うように穴へ飛び込み、列車があるゲームステーションに辿り着いた主人公は、突然赤いグラブパックの手を強奪され、直後クモのようなおもちゃ・Mommy Long Legs（マミーロングレッグス）に遭遇する。そしてマミーはポピーを人質に取り、ルールを守らなければ殺すと念を押した上で列車コードを商品にゲームステーションでゲームに3勝するよう主人公に強要した。主人公は工場内を移動しながら一時的に電気を保持することができるグラブパック用の緑色の手を入手、列車コードを手に入れるべく3つのゲームに挑む。
道中ハギーによく似たKissyMissy（キシーミシー）の手を借りて移動しつつ2つのゲームをクリアし2つの列車のコードを入手、そして最後の列車コードを入手すべく3つ目のゲームに挑む。ところが肝心のゴールは崩落して無くなっており、袋小路であった。マミーは初めからコードを渡すどころが主人公を亡き者にするつもりであり、これまでの2つのゲームにもそのためのイカサマを張り巡らせていた。そこで主人公はグラブパックを使って窓を蹴破り工場の地下トンネルに逃げ込み、会場を後にする。
目論見が外れた上にズルをされたと知ったマミーは激怒し、主人公をチーター呼ばわりする。そんな彼女を尻目に列車を目指す主人公であったが、後少しのところで落下してしまう。さらに追いかけてきたマミーに見つかったことで今度こそ主人公の命を刈り取ろうとする彼女によって、最後のゲーム「かくれんぼ」をやらされてしまう（この時最早殺意すら隠さなくなったためか瞳孔が見開いている）。
主人公はマミーの追跡を掻い潜りながら仕掛けを起動していくものの彼女の猛攻はなお止まず、トンネルを抜け工場内まで追い掛ける。主人公はギリギリのタイミングで開いたシャッターの奥に飛び込み、工業用シュレッダーを起動、マミーは勢い余ってぶつかったために手を巻き込ませ、断末魔を上げながら真っ二つにされて事切れる。その後、謎の手が出現し（詳細は後述）マミーの亡骸を連れ去ってしまった。
主人公は3つ目の列車のコードを手に入れ、クモの巣に掛かったポピーを開放し、列車に乗り込んで脱出しようとする。しかし、ポピーは工場内での主人公の行動から「主人公を逃がすのはもったいない」「私達でここを救うのよ」と言い、列車を迂回させる。しかし、会話が途中で途切れて列車は暴走し、「Playcare」（プレイケア）と示す看板の近くで列車が脱線・横転してしまい、ここで主人公の意識が途絶えてしまう。

### チャプター3 - Deep Sleep (2024)
脱線した衝撃で気絶していた主人公は猫のような巨大なモンスターによってトンネルに投げ込まれ起動寸前の圧縮機に転落、寸前で脱出する。その奥を進むと突然電話が鳴った。その相手はOllie（オーリー）と名乗る謎の人物であった。彼は主人公にバッテリーを渡し、脱線した列車のところに到着する。その後、暗い道を進みPlaycare（プレイケア）入口へ到着。入場口のゴンドラに乗り、Playcare_Orphanageに無事到着する。Playcare_Orphanageは、Playtimeの創設者エリオットルードヴィヒによって設立され、PlaytimeのSmiling Critters（スマイリングクリッターズ）のメンバーによって運営されている孤児院である。オーリーによると元は8名のメンバーで構成されていたが、現在は先刻主人公を圧縮機に放り投げて殺そうとしたCatNap（キャットナップ）のみが残ったとのこと。さらにそのプレイケアはキャットナップにとって狩場であった。到着後、早速オーリーは主人公を中心に置かれている像の下へ案内し、ガス生産エリアのキーを渡す。ガス生産エリアは主に建物に電気を供給すると共に、「赤い煙」と呼ばれるガスを生産する役割を担っていた。主人公が本体を起動した後、突然電源が落ちた。そのため主人公は、キャットナップを避けながら、プレイケア内でバックアップ電源を探し始める。まず子供達の住居であるホーム・スイート・ホームへと向かうが、中に入ろうとすると赤い煙が漂っていた。意を決して入ると、あたり一面扉だらけの不気味な場所に辿り着く。主人公はドアだらけの廊下と時折聞こえるラジオ音声の中を進んで行き、最終的にVHSとテレビが置かれている部屋に到着する。見てみるとPlaytime社の初出勤のVHSであった。見終わると、巨大なハギーワギーがTVの中から出て来て襲って来た。プレイヤーは何とか脱出しようとするが、彼の走るスピードが速く、一瞬で捕まってしまった。だが、その直後目を覚ます。ガスの正体は幻覚を誘発するものであり、これがガスを無力化しなければならない理由であった。その後ガスマスクを入手した主人公は改めて荒れ果てた孤児院の探索を開始、ゲームステーションにいたはずのキシーととある一室で居合わせながらも予備電源装置の作動に成功する。用がなくなった孤児院を後にした直後先ほど部屋にいたはずのキシーに襲われ、そして彼女を慌てて止める形でポピーと再会する。
キシーを落ち着かせ移動がてら彼女の肩に乗るポピーは事情を説明する。ポピーたちはおもちゃ達の司令塔であり、先にマミーの亡骸を持ち去った実験体1006（プロトタイプ）を排除しようとしていた。ところが相手が相手なだけにこれといって進展は見られなかった。そこで目をつけたのが、ハギーワギーを退けポピーを解放した主人公でありこれが帰らせるわけにいかなかったわけであった。ポピーは主人公に、今地上に戻って脱出しようとしてもその前に殺されてしまうと説得した上でプロトタイプを排除するための助力を求めた。ポピーから一通り事情を聞き別れた直後、実はポピーと顔見知りであったオーリーの勧めで学校を探索することとなる。曰くキャットナップも寄りつくことがないということだったのだが、電波が届かないせいで連絡が途絶え単身で探索する羽目になる。しかも学校内は無人ではなくMs. Delight（ミス・ディライト）というかつて学校で教師をしており同じく主人公を憎むおもちゃがいた。ミス・ディライトは、文房具を組み合わせ、作った刺々しい武器を所持しており、結局予備電源を起動した矢先にミス・ディライトが姿を現し発電機を破壊、彼女の追跡から逃れることとなった。主人公の視界に入っているときは動かず、視界から外れているときにだけ動くミス・ディライトをかわしながら電気のギミックをクリアし、最終的にミス・ディライトをシャッターで圧死させることに成功。閃光弾を撃てるオレンジ色のグラブパックを手に入れて先を急ぐ。学校を後にした主人公は、洞窟のようなところを歩み進めると、おもちゃの祭壇とその前で謎の儀式を行っているキャットナップと遭遇する。距離が遠い上に儀式の真っ最中であったため素通りして先を急ぐと、やがて子供達の遊び場であるプレイハウスという場所に到着した。中は視界が良くない上ミニスマイリングクリッターズが蠢く狩場と化していた。主人公はミニスマイリングクリッターズを閃光弾で捌きながら奥へと進む。そして地下に降りて牢獄のような場所を進むと、スマイリング・クリッターズのリーダー的存在であり、拷問を受けていたDogDay（ドッグデイ）に声をかけられる。ドッグデイの下半身は何者かに切り離されたようなあとがあり、下半身は存在していなかった。 彼は自分がスマイリングクリッターズの生き残りのうちのキャットナップを除き、最後の一人であること、そしてキャットナップを化け物と吐き捨てた上で、プロトタイプに心酔していることやそのキャットナップを恐れて小さなおもちゃ達は言いなりになっていると話す。主人公がポピーの協力者であると把握していたドッグデイは、自らは手遅れであると伝えた上で主人公に対して抜け出し生き延びることとポピーと共にこの地獄を終わらせるよう激励する。だが突然ミニスマイリングクリッターズがどこからともなく姿を現し、ドッグデイの体内に侵入する。このままでは主人公を亡き者にしてしまうと悟った彼は「自分のことはいいから逃げろ」と叫び、その言葉通り主人公は何とか操られたドッグデイから逃げてエレベーターで脱出した。プレイハウスの外に出た直後オーリーから電話がかかり、キャットナップは命の危機に見舞われたがプロトタイプに救われたことが心酔するそもそもの理由であることと前述の祭壇はプロトタイプのためのものであったと説明される。その後、主人公が教員室に到着した後、バッテリーを拾う。だがキャットナップに襲われ、ついには赤い煙のガスを吸ってしまいトランス状態に陥る。主人公はポピーの声が響く中、プレイケアとプレイケア内で暮らしている子供達の幻覚を見る。主人公がこれまで相対してきたおもちゃたちの正体は、工場で実験体となった孤児達の成れの果てであった。最後に無数の悲鳴が響く中プロトタイプの手がこちらに伸びてくるが、けたたましくなる電話のおかげで奇跡的に目覚める。電話に出ると声の主はプレイケアを去らなければ殺しに行くと警告するキャットナップであった。
外に出てなんとか準備を整えた主人公がガス生産エリアに戻って電力を再起動しようとしたところ、キャットナップと遭遇し、エレベーターに逃げ込み上の階へ向かう。そして天井から降り立ったタイミングでオーバーチャージした緑のグラブパックの手を投げつけ、キャットナップは火だるまとなりもがき苦しんだ。直後プロトタイプの手が上部ハッチから伸びてキャットナップに向かい、向き合った直後に喉を突き刺して殺害、動かない体を引きずり去った。予想外な形ではあったもののなんとかキャットナップと決着を付けた主人公は下の階に戻り、電源を再起動してガスの無力化に成功する。直後ポピーと会い、信用の証として主人公にThe Hour of Joy（喜びの時間または歓喜の時）と呼ばれるビデオを見せる。それは1995年の8月8日にプロトタイプに操られたおもちゃ達によって従業員が虐殺されるという余りにも凄惨な一部始終を映したものであった。分かることはこの工場で何が起きたか、そして主人公が探し求める同僚達はもう誰も残っていないことであった。改めてプロトタイプへの怒りを滲ませるポピーに導かれるまま主人公はエレベーターに乗って地下へ向かおうとした。その直後何者かがキシーを襲い、ポピーは必死でエレベーターを戻そうとした。

### チャプター4 - Safe Haven  (2025)
ポピーと共に地下へ降りていく主人公はプレイタイム社の地下施設へ向かう。ポピーはチャプター３で襲われたキシーミシーを助けにエレベーターを上に戻し、主人公はしばらく単独行動することになった。
しばらく進むと、駅のような場所にたどり着く。そこに停車していた電車は貨物電車で、赤や青などの色とりどりな箱型の粗末な牢屋が大量に放棄されていた。その牢屋を使い、監禁することによって動けなくした実験体たちを監獄と呼ばれる場所に運んでいた。監獄は、牢屋が壁に大量にはめ込まれており、部屋の色は赤か青。また、部屋の色に合った牢屋のみがはめ込まれている。そして、この監獄で実験体たちを管理し、整理していた。   ここでハーレー・ソーヤー博士という人物が登場。主人公をテストするといいクリッターズをけしかけてくる。
監獄を抜け出すと、５つの扉が並んでいる部屋に辿り着く。中心は鉄のフェンスで囲まれており、グラブパックの認証機器と新アイテムであるカードキーを入れるスロットの２つがある。
グラブパックで認証機器を認証すると、１つのドアが開くが、何かしらの原因によりドアは開かなかった。幸い横の扉から入ることができたが、その中には大量のプレイタイム社の社員の惨殺死体が散らばっていた。死体は木の棒で腹部を貫かれたり、積み重なって立っている木の枝の先に体をくくりつけられていたりと、極めて残虐な方法で殺されていた。それは10年前の実験体らによる大虐殺「The hour of joy」（歓喜の時）によるものであった。長い年月が経過しているため、社員らの死体は白骨化していた。道の先の監視室のような場所で博士の声とともに「ヤーナビー」が現れる。
ヤーナビーの視線をかいくぐりながらアスレチックを攻略していく主人公は、なんとかヤーナビーから逃れるも、下の階に落ちてしまう。そこでピアノのような口を持つ大きな恐竜のおもちゃ「ピアノサウルス」に遭遇。口の鍵盤を赤く光らせながら突進してくるピアノサウルスだったが、主人公に辿り着く前に何かに掴まれ転び、宙に浮く。床や壁に何度も叩きつけられた後、ピアノサウルスは奥に引きずられ、その頭や手足が飛び散った。そして粘土のようなおもちゃ「ドーイ・ザ・ドーマン」と出会う。ドーイは主人公に「今のは最高に美味しかった。君は食べない。ついてきて」と友好的な姿勢を見せる。ポピーやオーリーとは知り合いのようである。
そのままドーイの導きに従い、かつて彼ら実験体が取り調べを受けた尋問室や働かされた作業所を抜けていくと、「セーフ・ヘイブン」へとたどり着く。そこは、生き残ったドーイとポピーの仲間たちが拠点としている避難壕であった。
セーフヘイブンで、ポピーは孤児たちが喜びの時間に殺されておらず、プロトタイプによって地下のラボに連れ去られたと話す。そして、ポピーの復讐計画の全容が明かされる。それは、プレイケアで送り込んだ赤い煙は燃焼促進剤であり、それを圧縮してパイプで地下施設全体に送り込み、ポピー、キシーミシー、主人公でラボの孤児たちを救出してセーフヘイブンの仲間たちが工場の基礎部分で可燃性の赤い煙を爆薬で爆発させ、工場をまるごと爆破するというものだった。
ドーイはポピーの計画が成功するか否かにしても、セーフヘイブンの仲間たちも皆もろとも巻き添えになるのを嫌い、ここで暮らす"家族たち"がどれほど犠牲になるかを懸念し、ポピーの計画に乗り気ではなかった。このことは後で話そうとドーイが話した後、ドーイはハーレー・ソーヤー博士がプロトタイプと手を組んでいるということを主人公に話し、ポピーの計画には「オムニハンド」（グラブパック）という工場全体のシステムにアクセスが可能だというグラブパックが不可欠だということを話し、そのためにはハーレー・ソーヤー博士を倒さなければならないと話す。
主人公はオムニハンドを手に入れるためにノーマンズランド(無人地帯)に足を運ぶ。無人地帯でまず従業員の白骨死体からチャプター2でマミー・ロング・レッグスに奪われた赤いグラブパックを入手し、パズルを解きながら進んでいく。パワーステーションで電力を復旧させるためにカードキーを差し込んでレバーを下げていくと、またもやヤーナビーが現れて主人公を探し回る。ヤーナビーは音に反応し、レバーを下げるごとに主人公のもとに来るのでその度ヤーナビーの死角に入ってやり過ごさなければいけない。そして電力を完全復旧させて無人地帯を脱出しようとした先に、ヤーナビーに襲われる。主人公は逃走し、地面の裂け目をグラブパックでスイングしたとき、ヤーナビーは裂け目を飛び越えようとして天井にあった鎖に絡まってしまう。ヤーナビーは抵抗しながらも、鎖が解けて溶岩の海に落ちてしまう。
その後、主人公は博士を倒してオムニハンドを手に入れ、基礎部分に入って工場を爆破するため爆弾をポピーの指示で仕掛けるも、なぜかセーフヘイブンが爆発。途中で合流したドーイは、この様子を見て暴走する。液体窒素のボンベとノコギリのギミックを使い、ドーイを倒したものの、ポピーとキシーミシーに会い、ポピーが主人公を責め、オーリーに電話をかけようとする。しかし、オーリーは実はずっと前に死んでおり、正体はプロトタイプだったことが判明する。セーフヘイブンの爆発はプロトタイプによるものだった。プロトタイプはポピーたちに動くなと警告し、電話を切る。ポピーはその後逃げ出し、主人公はプロトタイプによって仕掛けられていた爆弾による爆発で地面が崩壊し、キシーミシーの右手を掴んだが、ボロボロになっていたキシーミシーの右腕が切れてしまい、主人公はさらに地下へと落下する。主人公は落下した場所から進み、ケシの花が栽培されている場所に辿り着き、再生したVHSから、プレイタイム社の幹部のレイス・ピエールからVHSを再生すると警報が鳴り、警備員がいた場合主人公はすぐに撃たれることになると聞かされる。そして、Chapter 1で死んだと思われていたハギーワギーに襲われる。

## 登場人物・キャラクター
出典：
- 従業員（主人公）: 10年前に従業員が謎の失踪を遂げた、廃墟となったおもちゃ工場に戻ってくるプレイタイム社の元従業員。
- ポピー: プレイタイム社が最初に作ったおもちゃをベースにした知性を持った人形。同社の裏に隠された真実を暴き、プロトタイプを倒そうとしている。
- 実験体 1170 /ハギーワギー: 声 不明
Playtime 社の最も成功し、記憶に残るおもちゃのハギーワギーをベースにしたモンスター。チャプター1のラストボス。チャプター1で落下死したかと思われていたが、チャプター4で生きていたことが判明する。
- 実験体 1222 /マミー・ロング・レッグス: 声 不明
プレイタイム社がマリー・ペインという名の孤児から作り出した、伸縮性のある手足と首を持つクモのようなモンスター。チャプター2のラストボス。
- ブンゾー・バニー: 声 不明
ミュージカルメモリーゲームルームでマミー・ロング・レッグスが従業員を殺すために使用した、シンバル付きのゼンマイ仕掛けのウサギの玩具。チャプター2の中間ボス。
- ミニハギーズ：ワックアハギーゲームルームでマミー・ロング・レッグスが従業員を殺すために使用した、赤、青、黄色、緑の小さなハギーワギーの集団。チャプター2の中間ボス。
- PJ パグ・ア・ピラー: 声 不明
半犬半毛虫の細長い体を持つ玩具。スタチューズゲームルームでマミー・ロング・レッグスが従業員を殺すために使用した。チャプター2の中間ボス。
- 実験体 1172 /キシー ミシー: 声 不明
ハギーワギーのより友好的な女性版で、ハギーワギーの”良きパートナー”にあたる。プロトタイプを阻止しようとするポピーと従業員を支援する。
- 実験体 1006 /プロトタイプ: 声 不明
プレイタイム社の科学者が作成した、他人の声を真似る能力を持つモンスター。10 年前に、彼はプレイタイム社のモンスターを支配し、後に「the hour of joy（歓喜の時、または歓喜の時間）」と呼ばれることになる出来事で従業員を虐殺した。チャプター2でマミーの亡骸を回収、チャプター3でキャットナップを殺害した。チャプター4の時点で手の部分しか姿が判明していない。
- 実験体 1188 / CatNap（キャットナップ）: 声 辻井健吾
プレイタイム社の「Smiling Critters」シリーズの香り付きぬいぐるみ人形のメンバーを基にした紫色の猫のようなモンスターで、「赤い煙」と呼ばれる幻覚ガスを発生させることができる。元々はセオドア・グランベルという名の孤児だったが、実験体にされた。プレイタイム社の敷地内にある孤児院 Playcare から逃げようとして感電したが、プロトタイプによって救出された。それ以来、CatNap（キャットナップ）は彼を神のように崇拝し始めた。チャプター3のラストボス。
- Smiling Critters（スマイリングクリッターズ）: Playcare に住み、従業員を食べようとする小さなぬいぐるみ。メンバーは Bubba Bubbaphant（ババ　ババファント）声 不明、
- Bobby BearHug（ボビー　ベアハグ）声 坂本悠里、
- CraftyCorn（クラフティコーン）声 山口立花子、
- KickinChicken（キッキンチキン）声 鈴木裕斗、
- DogDay（ドッグデイ）声 岡井カツノリ、
- PickyPiggy（ピッキーピギー）声 岡村明香、
- Hoppy Hopscotch（ホッピーホップスコッチ）声 柚木尚子、
- CatNap（キャットナップ）声  辻井健吾。
- クリッターズシリーズとして、
- ハーレー・ソーヤーのNightmare Critters（ナイトメアクリッターズ）も存在する。キャラクターは Baba Chops（ババ　チョップス）、Icky Licky（イッキー　リッキー）、Rabie Baby（レイビー　ベイビー）、Allister Gator（アリスター　ゲーター）、Simon Smoke（サイモン　スモーク）、Poe（ポー）、Touille（トゥーイ）、Maggie Mako（マギー　マコ） 。チャプター4の中間ボス。
- ミス・ディライト：プレイケアの敷地内の学校に閉じ込められたヒューマノイドの教師。生き残るために仲間を食い尽くしたミス・ディライトの最後の一人。チャプター3の中間ボス。
- DogDay（ドッグデイ）: 声 岡井カツノリ
Playtime Co. の香り付きぬいぐるみ人形「Smiling Critters」シリーズのメンバーを基にした犬のようなモンスター。プロトタイプに逆らったためキャットナップによって下半身を切断された。ミニスマイリンググリッターズに支配され、主人公を襲うこととなってしまう。チャプター3の中間ボス。
- 実験体 1160 /ボクシーブー:びっくり箱のようなモンスターで、Playtime 社の「Bigger bodies initiative」によって最初に生み出されたモンスター。スピンオフゲーム Project: Playtimeで初登場した。
- 実験体 1166 /ヤーナビー: 声 不明
クイン・ナビッドソンという名の孤児から作られたカラフルなたてがみをもったライオンのようなモンスター。チャプター4の中間ボス。
- 実験体 1163 ピアノサウルス: 声 不明
従業員がチャプター4で一瞬遭遇した、ピアノのような口を持つ大きな恐竜のおもちゃ。が、しかし、すぐに倒されて、ドーイに食べられてしまった。
- 実験体 1354/ハーレー・ソーヤー博士/ドクター: 声 辻井健吾
「Bigger Bodies initiative」計画を考案し、同社のモンスターの創造を監督したプレイタイム社の科学者。『Project: Playtime 』で初登場。「劇場事件」の後、上司は彼の頭脳を実験体 1354とし、プレイタイム社の頭脳とした。そのため、彼には肉体が存在しない。プロトタイプには利用価値があるとされ、生かされた。チャプター4の中間ボス。
- 実験体 1322 /ドーイ・ザ・ドーマン: 声 梶川翔平
2 人の孤児、思いやりのあるマシュー・ハラードと衝動的なケビン・バーンズ、そして偶然粘土のミキサーに落ちたジャック・エアーズという少年から作られた、形がなく精神的に不安定な粘土のような生き物。チャプター4のラストボス。
- ライリー
プレイケア内に落ちている日記の書き手。プレイタイム社がどのように孤児たちで実験をしていたかがわかる証言を書き残している。そして、また彼女も被検体となっている。監獄内のトイレのようなところで亡くなり、カギを握っている被検体こそが、ライリーである。

## ARG
poppy playtimeには、ARGという公式システム・サイトが存在する。チャプター3PC版発売から約2,3カ月前（正式日は不明）から追加されたシステムで、ARGでは通常は手に入れることができないファイルを閲覧・ダウンロードすることができる。また、次期チャプターに関わる内容のファイルも含まれるので、考察勢がよく使用している。サイトは、不定期更新で、突然サイトが閉鎖されて、利用不可になることもある。

## 開発とリリース
| 2021 | チャプター1 - A Tight Squeeze             |
| 2022 | チャプター1がiOSとAndroidでリリース       |
| 2022 | チャプター2 – Fly in a Web                |
| 2022 | PROJECT:PLAYTIME                          |
| 2022 | チャプター2がiOSとAndroidでリリース       |
| 2023 | monster & mortal poppy playtime panic dlc |
| 2024 | チャプター3 - Deep Sleep                  |
| 2025 | チャプター4 - Safe Haven                  |

本作のアイデアは、元々ディレクターのアイザック・クリストファーソンが考えたもので、ほとんどのインディーホラーゲームが「ウォーキングシミュレーター」と呼ばれている中、MOB Gamesに「ありきたりなゲームプレイではなく、刺激的で恐ろしく、ユニークであり続けるものを作る」というアイデアを与えてくれたのがきっかけとなっている。チャプター1は、2021年10月12日にSteamにてMicrosoft Windows向けに、2022年3月11日にAndroidとiOS向けにリリースされた。トレーラーは2021年9月に公開された。チャプター1のリリース後は、ゲームの公式グッズの発売が開始され、Tシャツ、ポスター、ぬいぐるみなどのほか、Youtoozがプロデュースした公式グッズも発売された。またチャプター2のリリースに向け、チャプター1は無料になった。
以降のチャプターは、ダウンロードコンテンツとしてリリースされる予定となっている。チャプター2は、2022年5月5日にMicrosoft Windows、2022年8月15日にAndroidとiOS、2024年9月20日にPlayStation 4・5とXbox、2024年10月31日にNintendo Switch向けに、リリースされ、内容はチャプター1の約3倍の長さになっていると推測されている。チャプター名は「Fly in a Web」であり、2022年2月22日にトレーラーが公開され、その後の2022年4月9日に公開されたものを含む、複数のティザートレーラーが公開された。2022年8月6日にチャプター3のトレーラーが公開、そして2023年7月26日にもトレーラーが公開で2023年冬にリリースされる予定だと明かされていたが、2023年12月12日に公式X（旧Twitter）にて延期が発表され、2024年1月24日に予告編が公開され、1月30日(米国時間)にリリースされた。　日本時間では、1月31日の午前4時にリリースされた。そして3月1日にMob EntertainamentとRobloxの大型コラボにより、制作された「Poppy Playtime Forever(ポピープレイタイム フォーエバー)」を配信。新たなストーリーを体感することが可能。
2024年9月30日に公式からシリーズ四作目となる「PoppyPlaytime Chapter4」が2025年の1月30日（予定）にリリースされる事が明かされ、公式YouTubeチャンネルよりティーザートレーラーが公開された。
2024年10月31日にWindows版チャプター1、2の大幅アップデートが配信された。チャプター1では、コンソール版同様、開発エンジンがUnreal engine5に移行され、日本語吹き替えが利用可能となった。チャプター2では、懐中電灯の切り替えや写真の追加など、コンソール版を修正したものに変更された。又、今回のアップデートと同時に、本作がEpic Games Storeでも入手可能となった。

## 評価
本作はチャプター1がリリースされてから好評を博し、多くの肯定的なレビューを受け、その雰囲気とストーリー、キャラクターデザインなどが高く評価されている。『Five Nights at Freddy's』のフランチャイズと比較されており、スクリーン・ラントのオースティン・ガイガーは『Five Nights At Freddy's: Security Breach』よりも本作の方が「より魅力的である」と評価した。しかしチャプター1のプレイ時間は約30～45分で、短いといった批判もされている。また、YouTubeやTwitchなどのプラットフォームでも公開されており、YouTubeでは動画の再生回数が数百万回に達している。『Roblox』でも本作を題材にしたゲームが登場した。
チャプター2はSteamで様々な評価を受け、声の演技とエンディングが高く評価された。その一方で音声の問題、クラッシュ、バグ、いわゆる「Barry glitch」などといった多くのバグとパフォーマンスの問題が批判され、MOB Gamesはこれに対し謝罪し、前述の問題に対するパッチの配布を開始している。

### 論争
2021年12月にTwitterで、開発者がゲーム内ポスターの非代替性トークンを発表したところ、すぐにコミュニティから反発と否定的なレビューが寄せられ、また開発者がゲームの情報をペイウォールの内容に入れたとして、返金を行うユーザーも現れた。これを受け、チームは発表を削除したが、「契約満了を待つしかない」と述べておりNFTも削除することができなかった。2022年5月4日、MOB GamesのCEOであるザック・ベランジャーはTwitterで声明を発表し、NFTで得た利益はすべて団体のClean Air Task Forceに寄付されることを確認した。
本作のリリース前後で、開発者のEkrcoasterはMOB Gamesが自身のゲーム『Venge』を盗作したと主張していた。前述の声明でベランジャーは、この主張は2017年の「過去のドラマ」に基づくものであると述べ、疑惑を否定している。
2022年3月22日にDorset Policeが、2022年4月7日にはウィスコンシン州のラファイエット郡保安局がキャラクターのHuggy Wuggyに関する保護者向けの声明を発表した。声明の内容は、キャラクターの名前が原因で、様々な動画がファイアウォールによってブロックされず、TikTokやYouTube Kidsなどの様々なプラットフォームで保護者向けのフィルタリングに引っかからないというものである。またDorset Policeは、ある子供が別の子供を抱きしめ、その相手の耳元で不吉なことをささやくというゲームを子供たちが再現しているという報告がイギリス国内の学校からあったと主張している。ある親は子供が窓から飛び降りようとしたと報告し、キャラクターの真似をしていると主張、ウィスコンシン州のラクセンバーグ＝キャスコ・スクール・ディストリクトは「Huggy Wuggyが怖くて眠れない」という生徒からの苦情が寄せられたことを明かしている。ファクトチェックサイトのスノープスは、イギリス国内の保護者から通報があったことを確認したが、その歌がゲームのファンによって作られたものでゲーム内で使われていないにもかかわらず、キャラクターが歌を歌ったと警察が誤った主張をしたとも述べている。スノープスは、TikTokとYouTube Kidsでは、このキャラクターが登場する不適切な動画は低年齢層には公開されていないとし、それぞれのプラットフォームのスポークスパーソンがそのことを確認したと述べている。

## 映画化の詳細
2022年4月、MOB GamesはStudio71と連携し、ゲームを原作とした映画を制作していると発表した。映画化に関し、ベランジャーは「素晴らしい旅になることでしょう」と述べ、Studio71のコンテンツスクリプト担当社長であるマイケル・シュレイバーは映画のストーリーに対し「独自の恐ろしい、心をつかむサーガとして独立した新しいストーリーを楽しむことができるでしょう」と明言している。またMOB GamesとStudio71は、ロイ・リーを招聘するための初期交渉も行っていると伝えている。

## 漫画
『Poppy Playtime: Forever』のコミカライズが2024年7月3日発売の『りぼん』（集英社）8月号にて、「Poppy Playtime: Forever〜忍びよる足音〜」のタイトルで掲載。漫画はいしかわえみが担当。